# Vad jövő
A Vad jövő (eredeti cím: The Future is Wild) amerikai–kanadai televíziós 3D-s számítógépes animációs sorozat, amelyet Mike Fallows rendezett. A forgatókönyvet Doug Molitor írta, a zenéjét a TTG Music együttes szerezte, a producere Lisa Schulz és Jane Sobol, a Nelvana, Thillaye Productions, Teletoon és Discovery Kids Original Production készítette. Amerikában a Discovery Kids vetítette, Kanadában a Teletoon sugározta, Magyarországon pedig a KidsCo adta.

## Ismertető
A sorozat főhőseinek, CG-nek, Ethan-nak, Emily-nek és Luis-nak az elképzelt világ valóra válik. Elutaznak a jövőbe, hogy megcsináljanak pár feladatot. Megoldják a rejtélyt a föld fejlődésével kapcsolatban és ezen idő alatt próbálkoznak az élet fenntartással a legszélsőségesebb éghajlati körülmények és az iszonyatos vérszomjas lények között.

## Szereplők
- CG - Dögei Éva
- Ethan
- Emily - Molnár Ilona
- Luis
- Squibbon
- CG's father

## Epizódok
| #   | Magyar cím                            | Eredeti cím                        |
| --- | ------------------------------------- | ---------------------------------- |
|     |                                       |                                    |
| 01. | Elektromos horgászat                  | Electric Fisherman                 |
|     |                                       |                                    |
| 02. | Különös madárles                      | Extreme Bird Watching              |
|     |                                       |                                    |
| 03. | A szélszellő                          | Sky High Anxiety                   |
|     |                                       |                                    |
| 04. | Toratontemető                         | Toratonnage                        |
|     |                                       |                                    |
| 05. | A nagy ötlet                          | Think Big                          |
|     |                                       |                                    |
| 06. | Squibbon a bajkeverő                  | Squibbon See, Squibbon Do          |
|     |                                       |                                    |
| 07. | A poggle még nem házi állat           | A Poggle's Not a Pet...Yet         |
|     |                                       |                                    |
| 08. | Fantomfélelem                         | Phantom Fear                       |
|     |                                       |                                    |
| 09. | Jövő a föld alatt                     | The Future is Underground          |
|     |                                       |                                    |
| 10. | Bízz a legénységedben                 | Be True to Your Crew               |
|     |                                       |                                    |
| 11. | Az időgép nyoma                       | Sign of the Time Flyer             |
|     |                                       |                                    |
| 12. | De-Tour de France                     | De-Tour de France                  |
|     |                                       |                                    |
| 13. | Éjszakai kaland                       | Night Crawlers                     |
|     |                                       |                                    |
| 14. | Édes otthon a pangaea                 | Sweet Home Pangaea II              |
|     |                                       |                                    |
| 15. | Zátonyi siklók                        | Shallow Pals                       |
|     |                                       |                                    |
| 16. | Fészekrablók                          | Parent Trap                        |
|     |                                       |                                    |
| 17. | 80 perc alatt a föld körül            | Around the World in 80 Minutes     |
|     |                                       |                                    |
| 18. | Majomagy                              | Monkey Brains                      |
|     |                                       |                                    |
| 19. | Úszkálás a slickribbonokkal           | Swimming With Slickribbons         |
|     |                                       |                                    |
| 20. | Félelmetes biztonságban               | Scared Safe                        |
|     |                                       |                                    |
| 21. | Lehet, hogy óriás                     | He Might Be Giant                  |
|     |                                       |                                    |
| 22. | Szellem a gépben?                     | Ghost in the Machine?              |
|     |                                       |                                    |
| 23. | Hogyan gyógyítsuk meg a megasquideket | Cure For The Common Megasquid Cold |
|     |                                       |                                    |
| 24. | A squibbonok királynője               | Queen of the Squibbons             |
| 25. | A squibbonok királynője               | Queen of the Squibbons             |
|     |                                       |                                    |
| 26. | Hócserkész idegenföldön               | Snowstalker in a Strange Land      |
|     |                                       |                                    |